# Tom Kenny
Thomas James Kenny (East Syracuse, 13 de Julho de 1962) é um ator, dublador e comediante norte-americano. É conhecido por ser a voz do personagem título na série Bob Esponja nos Estados Unidos. Também interpreta, no mesmo desenho, o Patchy o Pirata e o caracol Gary. Além de ter dublado também o Coelho do filme Winnie the Pooh, o Lobão em A Vida Moderna de Rocko, o Narrador e o Prefeito em As Meninas Super-Poderosas, o Cacá em Johnny Bravo, o Eduardo em A Mansão Foster para Amigos Imaginários e o Rei Gelado em Hora de Aventura.
Fez uma participação especial recente como "Bingo" na série True Jackson, VP. Também fez uma participação especial em "Big Time Beach Party" na série Big Time Rush, como o Patchy, o Pirata, e Spyro em Spyro: A Hero's Tail.

## Filmografia

### Cinema
- Shakes the Clown (1992)
- Plughead Rewired: Circuitry Man II (1994)
- Dr. Dolittle 2 (2001)
- The Powerpuff Girls Movie (2002)
- Windy City Heat (2003)
- The SpongeBob SquarePants Movie (2004)
- Stuart Little 3: Call of the Wild (2005)
- Tom Goes to the Mayor (2006)
- The Ant Bully (2006)
- Idiocracy (2006)
- Meet the Robinsons (2007)
- Goldthwait Home Movies (2008)
- World's Greatest Dad (2009)
- Space Chimps 2: Zartog Strikes Back (2010)
- Trees (2011)
- God Bless America (2011)
- Winnie the Pooh (2011)
- Zambezia (2012)
- Rocky & Bullwinkle (2014)
- The SpongeBob Movie: Sponge Out of Water (2015)

### Televisão
- The Edge (1992-1993)
- Mr. Show with Bob and David (1995-1998)
- True Jackson, VP (2010) (2 episódios)
- I Confess (2010)
- Big Time Rush (2011) (1 episódio)
- Twinkle Toes (2011)

### Voz original
- SpongeBob SquarePants (Desde 1999) (TV)
- The Powerpuff Girls (1998-2005) (TV)
- Futurama (1999-2013) (TV)
- Brickleberry (2012-2015) (TV)
- The Fairly OddParents (2001-2009) (TV)
- Foster's Home for Imaginary Friends (2004-2009) (TV)
- My Gym Partner's a Monkey (2005-2008) (TV)
- Handy Manny (2006-2008) (TV)
- Word Girl (2007-2010) (TV)
- Out of Jimmy's Head (2007-2008) (TV)
- Transformers (2007-2009) (TV)
- Chowder (2008-2010) (TV)
- Batman: The Brave and the Bold (2008-2011) (TV)
- Back at the Barnyard (2008-2009) (TV)
- Star Wars: The Clone Wars (2008-2010) (TV)
- 3 Pigs and a Baby (2008)
- Space Chimps (2008)
- Immigrants (L.A. Dolce Vita) (2008)
- Foster's Home for Imaginary Friends: Destination Imagination (2008) (TV)
- As Told by Ginger (2002-2004) (TV)
- The Powerpuff Girls Rule!!! (2008) (TV)
- Cosmic Quantum Ray (2009) (TV)
- SpongeBob SquarePants: Spongicus (2009)
- Phineas and Ferb (2009-2010) (TV)
- The Super Hero Squad Show (2009-2011) (TV)
- Transformers: Revenge of the Fallen (2009)
- The Haunted World of El Superbeasto (2009)
- Sit Down Shut Up (2009) (TV)
- American Dad! (2009) (TV)
- Kung Fu Magoo (2010)
- Quantum Quest: A Cassini Space Odyssey (2010)
- Space Chimps 2: Zartog Strikes Back (2010)
- The Krill Is Gone (2010)
- Sym-Bionic Titan (2010) (TV)
- Adventure Time (2010-18) (TV)
- Scooby-Doo! Mystery Incorporated (2010-2011) (TV)
- Beverly Hills Chihuahua 2 (2011)
- Frog in a Suit (2011) (TV)
- Winnie the Pooh (2011)
- Transformers: Dark of the Moon (2011)
- Pound Puppies (2011) (TV)
- The Cleveland Show (2011) (TV)
- The Voyages of Young Doctor Dolittle (2011) (TV)
- Transformers: The Ride - 3D (2011)
- Generator Rex (2011-2012) (TV)
- Dan Vs. (2011-2012) (TV)
- Green Lantern: The Animated Series (2011-2012) (TV)
- Happy Endings (2012) (TV)
- Back to the Sea (2012)
- Napoleon Dynamite (2012) (TV)
- Clarence (Desde 2013) (TV)

#### Video game
- Lego Batman: The Videogame (2008)
- Crash: Mind Over Mutant (2008)
- Nicktoons: Globs of Doom (2008)
- Cartoon Network Universe: FusionFall (2009)
- Marvel Super Hero Squad (2009)
- SpongeBob's Truth or Square (2009)
- Batman: The Brave and the Bold - The Videogame (2010)
- Marvel Super Hero Squad: The Infinity Gauntlet (2010)
- Lego Star Wars III: The Clone Wars (2011)
- Spongebob Squigglepants (2011)
- Marvel Super Hero Squad Online (2011)
- Nicktoons MLB (2011)